# Ławrentij Zyzanij-Tustanowski

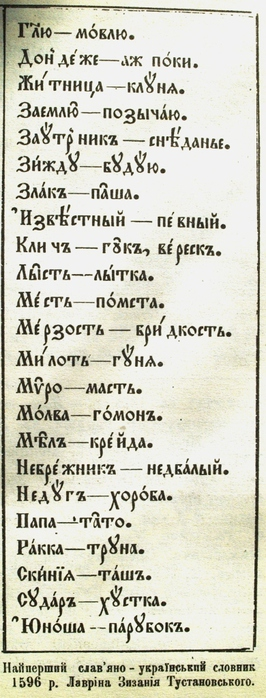
Fragment słownika z 1596 roku. W lewej kolumnie słowa w języku cerkiewnosłowiańskim, w prawej w języku ruskim

Ławrentij Zyzanij-Tustanowski, w wersji spolszczonej Wawrzyniec Zyzani-Tustanowski (ur. ok. 1560, zm. ok. 1634) – ruski językoznawca, pisarz, tłumacz, nauczyciel, teolog i protojerej. Autor podręczników do nauki języka cerkiewnosłowiańskiego. Napisał jego gramatykę i elementarz, który został uzupełniony o pierwszy słownik cerkiewnosłowiańsko-ruski Leksis syricz reczenija wkratci sobrany i iz słowenskaho jazyk na prostyj ruskij dialekt istołkowany (Wilno 1596).